# Ectoedemia empetrifolii
Ectoedemia empetrifolii  là một loài bướm đêm thuộc họ Nepticulidae. Nó được tìm thấy ở Hy Lạp (Peloponnesus).
Ấu trùng ăn Hypericum empetrifolium. Chúng ăn lá nơi chúng làm tổ. 